# Разлив (река, впадает в Балтийское море)
Разлив — река в России, находится в Калининградской области. Устье реки находится в Куршском заливе. Длина реки составляет 11 км. Площадь водосборного бассейна — 64,8 км².
В 3 км от устья, по правому берегу впадает река Широкая.

## Данные водного реестра
По данным государственного водного реестра России относится к Балтийскому бассейновому округу, водохозяйственный участок реки — реки бассейна Балтийского моря в Калининградской области без рек Неман и Преголя. Относится к речному бассейну реки Неман и рекам бассейна Балтийского моря (российская часть в Калининградской области).
Код объекта в государственном водном реестре — 01010000312104300000282.